# Boruro de aluminio y magnesio

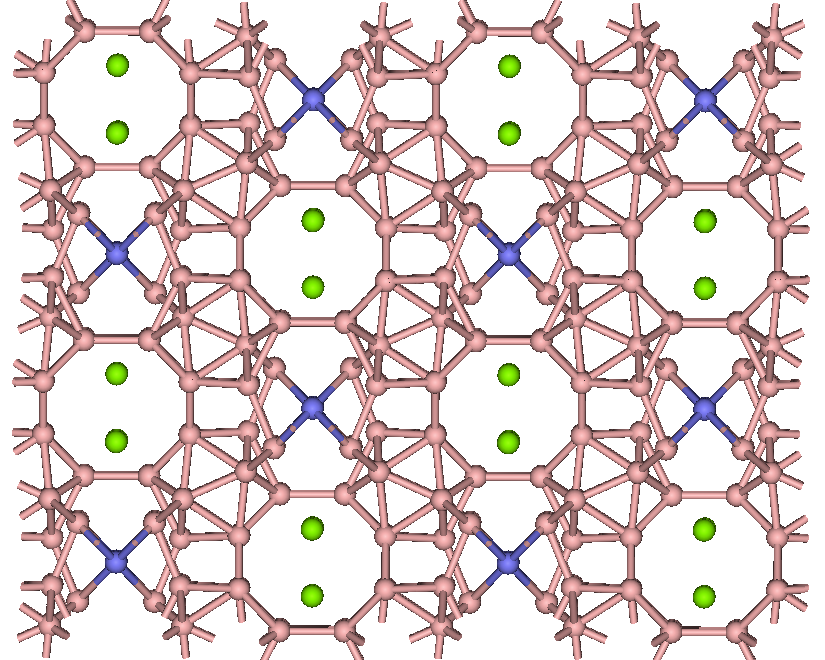
Estructura cristalina del BAM vista a lo largo del eje cristalino a. Azul: Al, verde: Mg, rojo: B.

El boruro de aluminio y magnesio o Al3Mg3B56, conocido coloquialmente como BAM, es un compuesto químico de aluminio, magnesio y boro. Aunque su fórmula nominal es AlMgB14, la composición química se aproxima más a Al0,75Mg0,75B14. Se trata de una aleación cerámica muy resistente al desgaste y con un coeficiente de fricción por deslizamiento extremadamente bajo, que alcanza un valor récord de 0,04 en materiales compuestos AlMgB14-TiB2 no lubricadosy de 0,02 en materiales compuestos AlMgB14-TiB2 lubricados. El BAM, del que se informó por primera vez en 1970, tiene una estructura ortorrómbica con cuatro unidades icosaédricas B12 por celda unitaria. Este material ultraduro tiene un coeficiente de dilatación térmica comparable al de otros materiales ampliamente utilizados, como el acero y el hormigón. 

## Síntesis
Los polvos BAM se producen comercialmente calentando una mezcla casi estequiométrica de boro elemental (de baja calidad porque contiene magnesio) y aluminio durante unas horas a una temperatura comprendida entre 900 °C y 1500 °C. A continuación, las fases espurias se disuelven en ácido clorhídrico caliente. Para facilitar la reacción y hacer que el producto sea más homogéneo, la mezcla de partida puede procesarse en un molino de bolas de alta energía. Todos los pretratamientos se llevan a cabo en una atmósfera seca e inerte para evitar la oxidación de los polvos metálicos.
Las películas de BAM pueden recubrirse sobre silicio o metales mediante deposición por láser pulsado, utilizando polvo de AlMgB14 como blanco,mientras que las muestras a granel se obtienen sinterizando el polvo.
Las BAM suelen contener pequeñas cantidades de elementos impuros (por ejemplo, oxígeno y hierro) que entran en el material durante la preparación. Se cree que la presencia de hierro (con mayor frecuencia introducido como restos de desgaste de los viales y medios de molienda) sirve como ayuda para la sinterización. El BAM puede alearse con silicio, fósforo, carbono, diboruro de titanio (TiB2), nitruro de aluminio (AlN), carburo de titanio (TiC) o nitruro de boro (BN).

## Propiedades y aplicaciones
El BAM tiene el coeficiente de fricción sin lubricación más bajo conocido (0,04), posiblemente debido a la autolubricación.
El BAM está disponible comercialmente y se están estudiando sus posibles aplicaciones. Por ejemplo, los pistones, juntas y álabes de las bombas podrían recubrirse con BAM o BAM + TiB2 para reducir la fricción entre las piezas y aumentar la resistencia al desgaste. La reducción de la fricción disminuiría el consumo de energía. El BAM también podría recubrir las herramientas de corte. La reducción de la fricción disminuiría la fuerza necesaria para cortar un objeto, prolongaría la vida útil de la herramienta y posiblemente permitiría aumentar la velocidad de corte. Se ha comprobado que los recubrimientos de sólo 2-3 micrómetros de grosor mejoran la eficacia y reducen el desgaste de las herramientas de corte.